# Kreis Ludwigslust

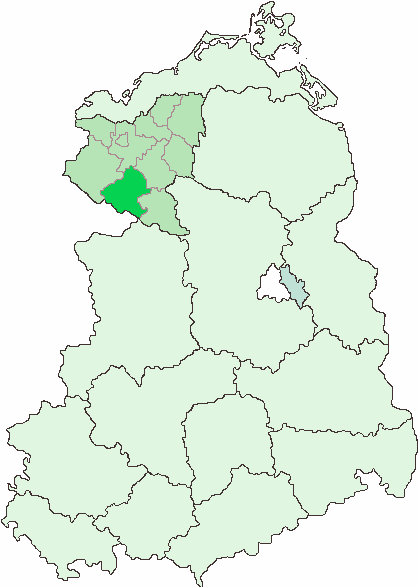
Lage des Kreises Ludwigslust
im Bezirk Schwerin

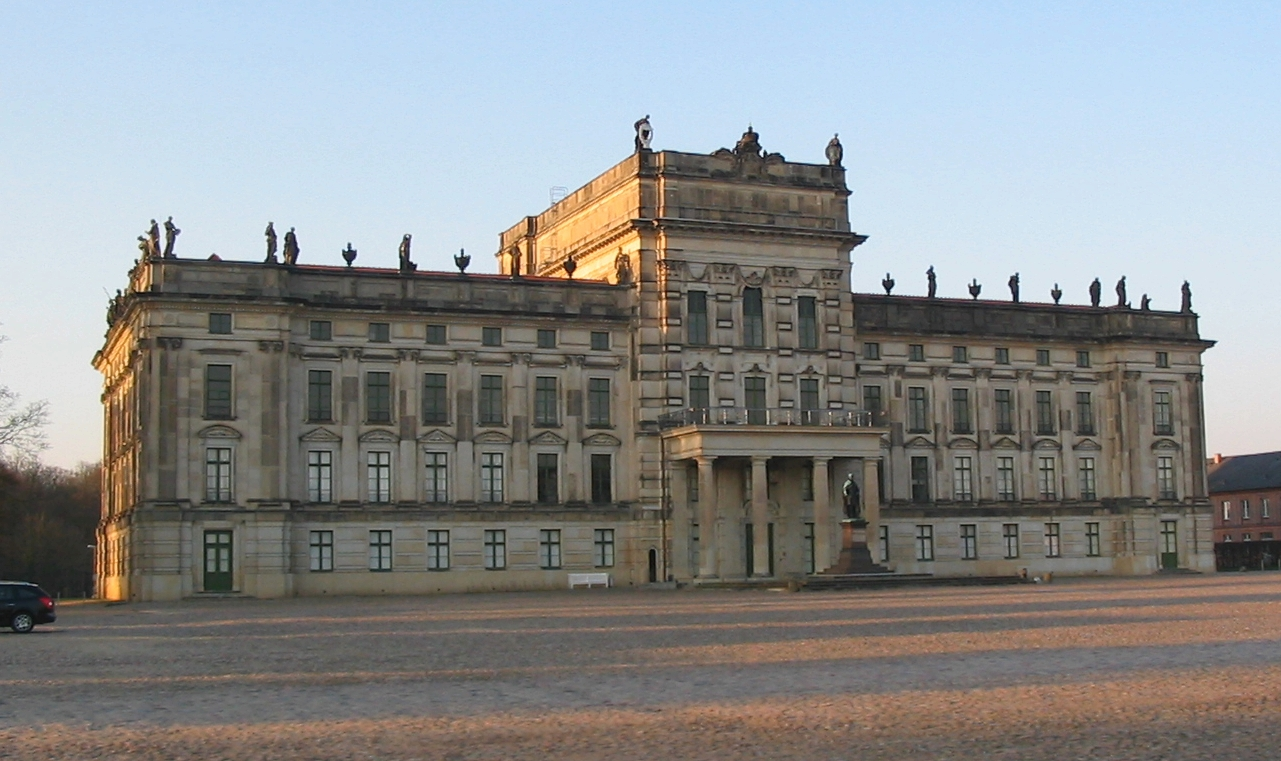
Schloss Ludwigslust

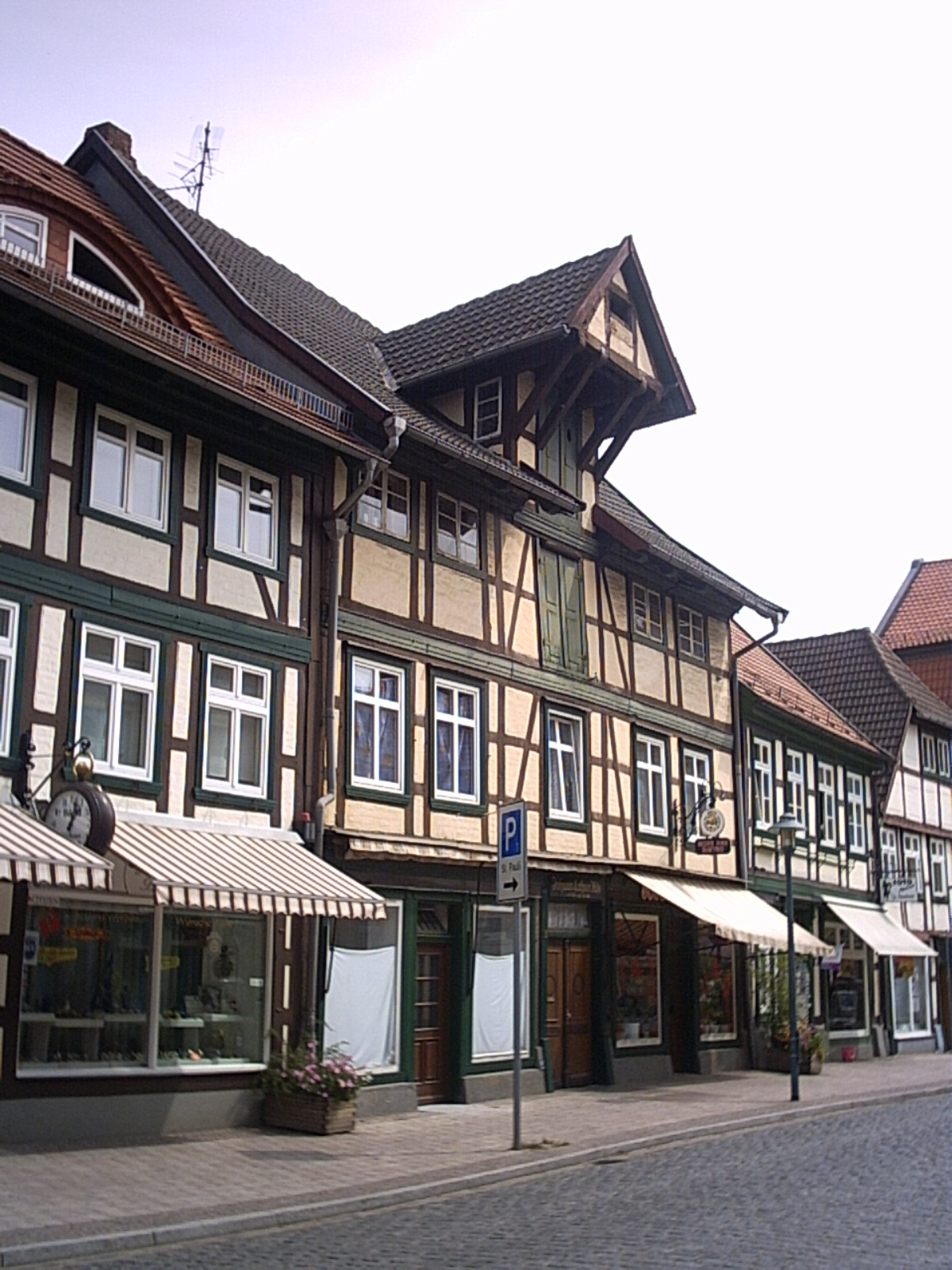
Altstadt Grabow

Der Kreis Ludwigslust war ein Kreis im Süden des Bezirkes Schwerin in der DDR. Ab dem 17. Mai 1990 bestand er als Landkreis Ludwigslust fort. Sein Gebiet gehört heute zum Landkreis Ludwigslust-Parchim in Mecklenburg-Vorpommern. Der Sitz der Kreisverwaltung befand sich in Ludwigslust.

## Geografie

### Lage
Der Norden des Kreisgebietes wird von der Lewitz, einer ausgedehnten flachen Niederung geprägt. Westlich von Ludwigslust breiten sich in der Griesen Gegend weite Wälder auf Sandböden und -dünen aus. Auch der Süden des Kreises ist sehr waldreich, unterbrochen von Siedlungsinseln an der unteren Elde, der Löcknitz und der Rögnitz, die teilweise kanalisiert sind (Müritz-Elde-Wasserstraße, Ludwigsluster Kanal). Die Südgrenze des Kreises – gleichzeitig Grenze zur Bundesrepublik mit umfangreichen Sperranlagen – bildete die Elbe. Als höchste Erhebung im Kreis Ludwigslust galt der Steinberg nahe Malliß (70 m ü. NN).

### Fläche und Einwohnerzahl
Die Fläche des Kreises betrug 1160 km². Das entsprach 13,4 % der Fläche des Bezirks Schwerin.
Die Einwohnerzahl betrug im Jahr 1985 etwa 61.100. Das waren 10,3 % der Einwohner des Bezirks. Die Bevölkerungsdichte belief sich auf 53 Einwohner je km².

### Nachbarkreise
Der Kreis Ludwigslust grenzte im Norden an den Kreis Schwerin-Land, im Osten an den Kreis Parchim und den Kreis Perleberg, im Süden bis 1965 an den Kreis Seehausen und ab 1965 an den Kreis Osterburg im Bezirk Magdeburg und an den Landkreis Lüchow-Dannenberg in Niedersachsen sowie im Westen an den Kreis Hagenow.

## Geschichte
Der mecklenburgische Kreis Ludwigslust entstand bei der Auflösung der Länder am 25. Juli 1952 aus dem seit 1933 bestehenden Landkreis Ludwigslust und dem Westzipfel des brandenburgischen Landkreises Westprignitz und gehörte dem neu gebildeten Bezirk Schwerin an. Am 1. Januar 1973 wechselte die Gemeinde Milow aus dem Kreis Perleberg in den Kreis.
Der Kreis kam am 3. Oktober 1990 in das neu gegründete Land Mecklenburg-Vorpommern innerhalb des Beitrittsgebietes zur Bundesrepublik Deutschland. Am 1. August 1992 wechselten die Gemeinden des heutigen Amtes Lenzen-Elbtalaue aus dem Kreis Ludwigslust (seit dem 17. Mai 1990 als Landkreis bezeichnet) in den brandenburgischen Landkreis Perleberg, bevor dieser im Zuge der brandenburgischen Kreisreform am 6. Dezember 1993 im neuen Landkreis Prignitz aufging. Am 12. Juni 1994 wurde der alte Landkreis Ludwigslust aufgelöst und zusammen mit dem Landkreis Hagenow und dem Südwest- und Südteil des Landkreises Schwerin zum neuen, größeren Landkreis Ludwigslust.

## Wirtschaft und Infrastruktur
Die Verarbeitung von landwirtschaftlichen Produkten stand im Mittelpunkt der Wirtschaft im Kreisgebiet (Fleischverarbeitung und Spirituosenherstellung in Ludwigslust, Süßwaren-, Käse- und Bierherstellung in Grabow, Lederherstellung in Neustadt-Glewe, Holz- und Papierindustrie sowie Lebensmittelwirtschaft in Malliß und Neu Kaliß). Die Fischzucht spielte in der Lewitz und die Weidewirtschaft in den Talauen eine große Rolle. Zu den Industriebetrieben im Kreis gehörten der Maschinenbaubetrieb (BAMA) in Ludwigslust, das Fernmeldewerk und das Hydraulikwerk in Neustadt-Glewe, ein Werk für elektronische Bauteile in Dömitz sowie das Hydraulikwerk in Grabow. Bis 1960 wurde um Malliß Braunkohle gefördert – die Gemeinde trägt noch heute Hammer und Schlägel im Wappen.
Mehrere wichtige Straßenverbindungen kreuzten sich in Ludwigslust: die F 5 – die Transitstraße Berlin-Hamburg, die F 191 von Parchim nach Dömitz und die F 106 (Ludwigslust-Schwerin). Entlang der Elbe führte die Fernverkehrsstraße 195. Parallel zu den Fernverkehrsstraßen führten die Bahnlinien sternförmig von und nach Ludwigslust. Ende 1982 wurde die durch den Norden des Kreises Ludwigslust gebaute Autobahn Berlin-Hamburg und 1986 der Anschluss nach Schwerin dem Verkehr übergeben. Ein Grenzübergang nach Niedersachsen bestand nicht; die seit 1945 zerstörten Brücken über die Elbe bei Dömitz wurden während der DDR-Zeit nicht wieder aufgebaut.

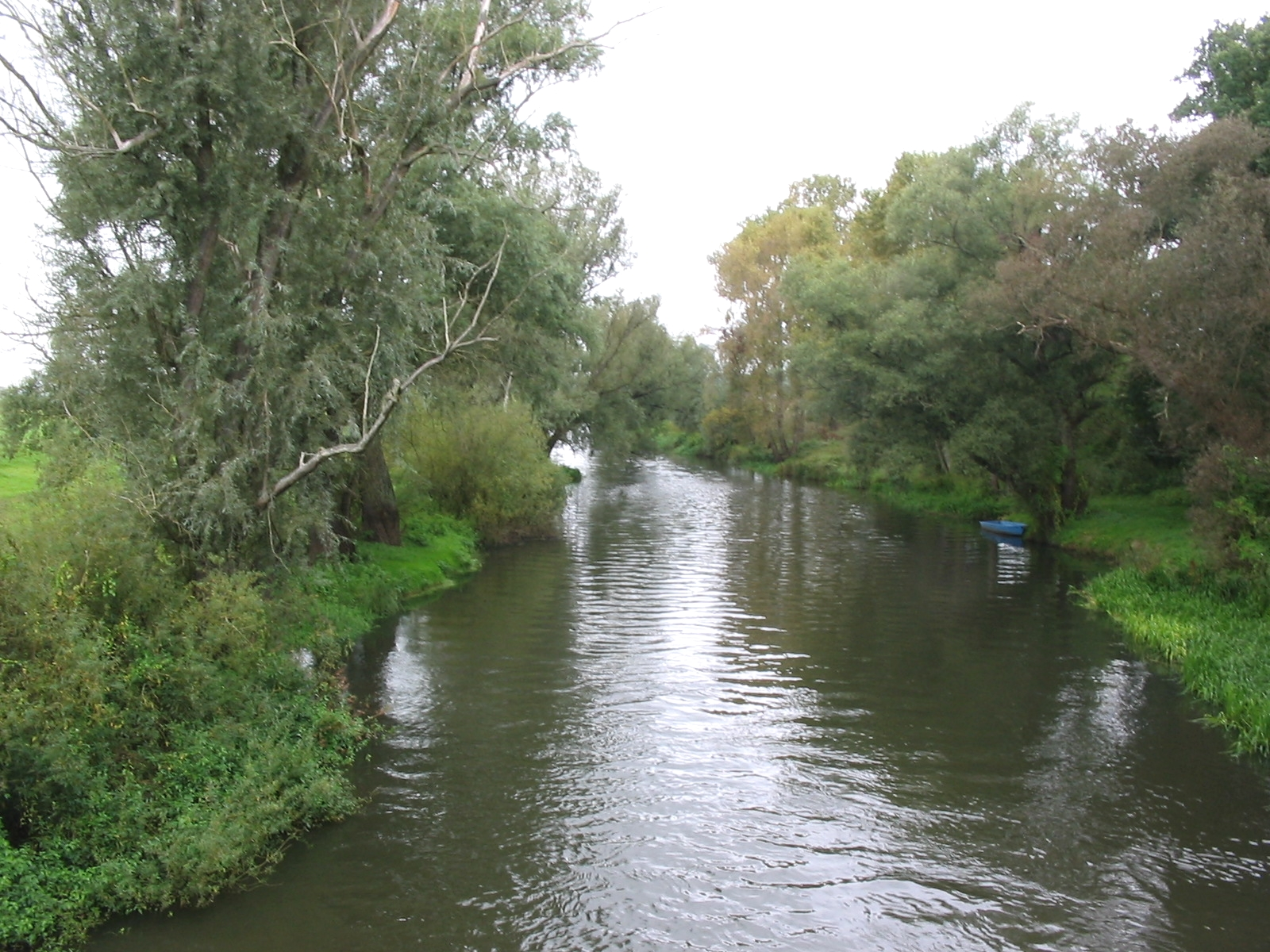
Die Löcknitz bei Polz
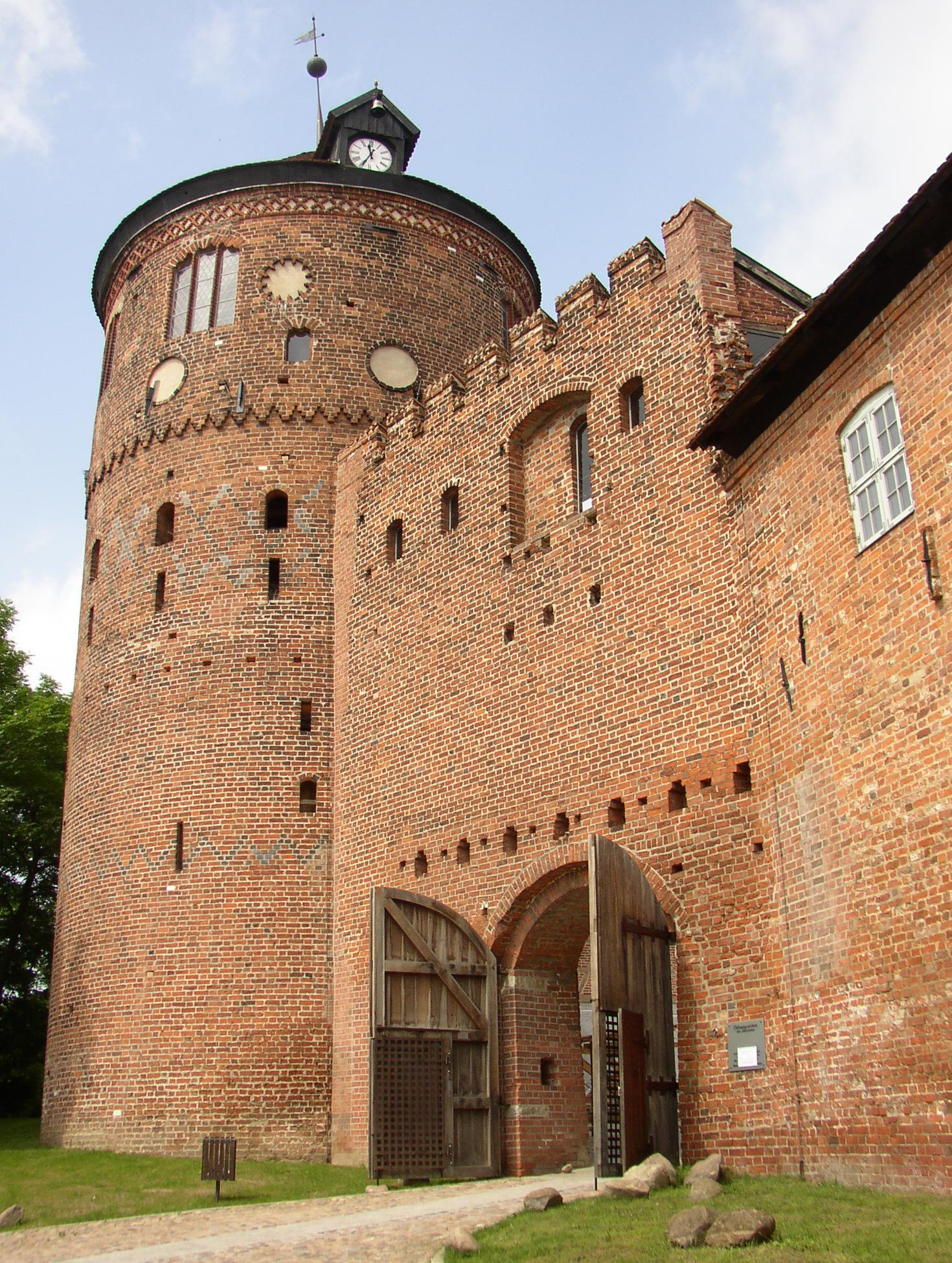
Burg in Neustadt-Glewe
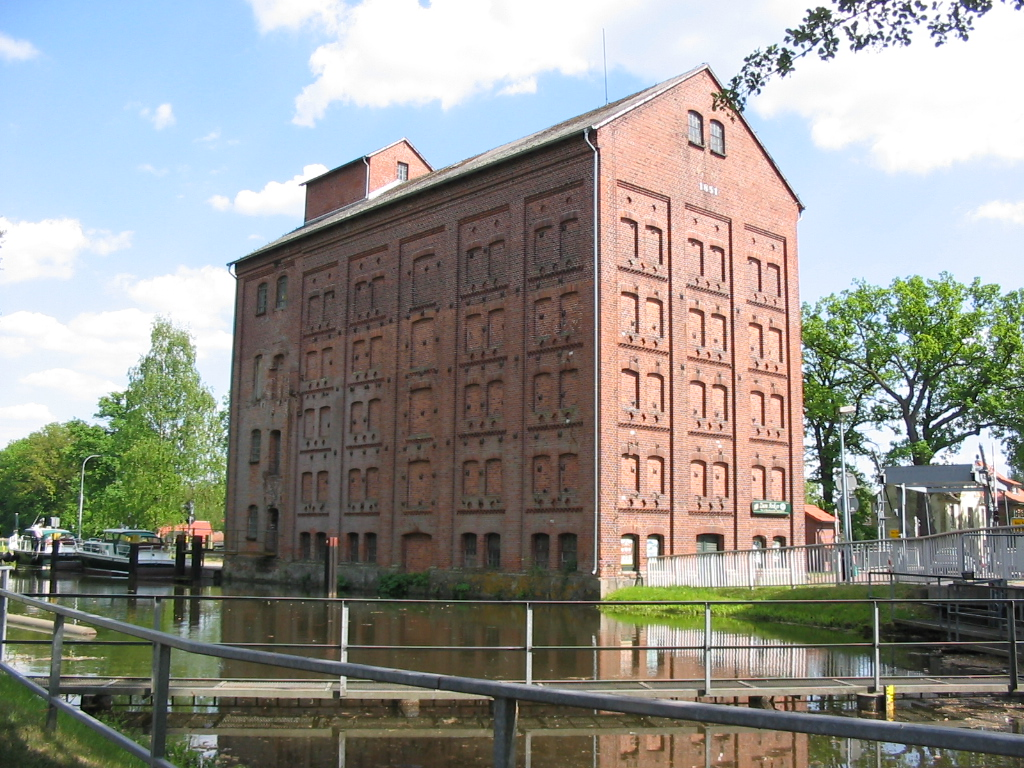
Speicher in Neu Kaliß
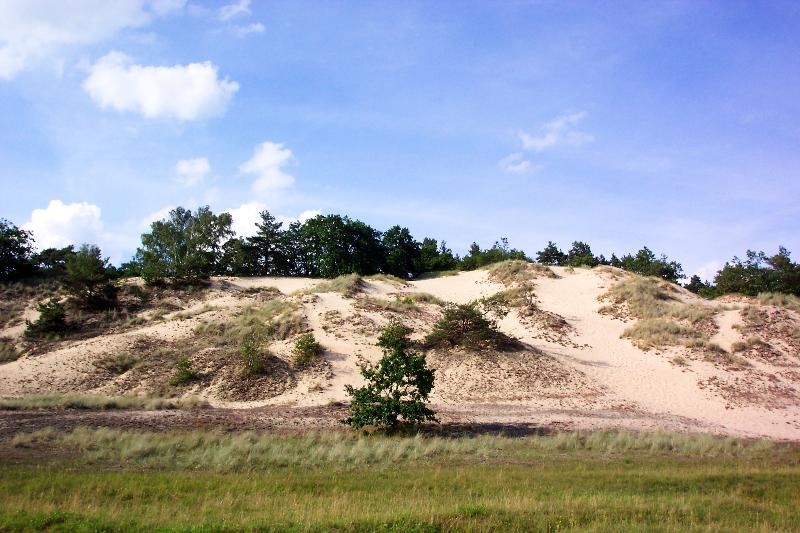
Dünen bei Dömitz

## Städte und Gemeinden
Während der Wendezeit 1990 konnten vier Gemeinden im Kreis ihre Selbstständigkeit durchsetzen:
- Brenz (Ausgliederung der ehemaligen Blievenstorfer Ortsteile Alt- und Neu Brenz)
- Bresegard (Ausgliederung aus der Gemeinde Eldena)
- Karenz (Ausgliederung aus der Gemeinde Grebs)
- Krinitz mit Ortsteil Görnitz (Ausgliederung aus der Gemeinde Gorlosen)

Der Landkreis Ludwigslust hatte am 3. Oktober 1990 49 Gemeinden, davon fünf Städte:
| - Alt Krenzlin - Balow - Besandten - Blievenstorf - Brenz - Bresegard - Dadow - Dömitz, Stadt - Eldena - Eldenburg - Fahrbinde - Glaisin - Göhlen - Göhren - Gorlosen - Grabow, Stadt - Grebs | - Groß Laasch - Heidhof - Karenz - Karstädt - Kremmin - Krinitz - Kummer - Lanz - Lenzen (Elbe), Stadt - Leussow - Lüblow - Ludwigslust, Stadt - Malliß - Mellen - Milow - Möllenbeck - Muchow | - Neu Kaliß - Neustadt-Glewe, Stadt - Niendorf - Polz - Prislich - Rüterberg - Steesow - Tewswoos - Vielank - Warlow - Werle - Wöbbelin - Woosmer - Wootz - Zierzow |

Ehemalige Gemeinden
- Alt Brenz, am 1. Januar 1974 zu Blievenstorf
- Baarz, am 1. Januar 1957 zu Besandten
- Bernheide, am 1. Oktober 1972 zu Lanz
- Bochin, am 1. Oktober 1972 zu Steesow
- Bockup, am 1. Juli 1973 zu Malliß
- Breetz, am 1. Juli 1961 zu Seedorf
- Bäckern, am 1. Juli 1961 zu Lenzen
- Conow, am 1. Juli 1973 zu Malliß
- Deibow, am 1. April 1973 zu Milow
- Dreenkrögen, am 1. Oktober 1972 zu Wöbbelin
- Ferbitz, am 1. Januar 1965 zu Lanz
- Friedrichsmoor, am 1. Oktober 1972 zu Neustadt-Glewe
- Gandow, am 22. Juli 1965 zu Lenzen
- Groß Schmölen, am 1. September 1973 zu Dömitz
- Görnitz, am 22. Juli 1965 zu Gorlosen
- Hohewisch, am 1. April 1969 zu Neustadt-Glewe
- Hornkaten, am 1. Juli 1973 zu Ludwigslust
- Jagel, am 1. Juli 1961 zu Bernheide
- Kietz, am 1. Oktober 1972 zu Wootz
- Kolbow, am 1. April 1969 zu Zierzow
- Liepe, am 1. Oktober 1972 zu Göhren
- Loosen, am 1. September 1973 zu Alt Krenzlin
- Lütkenwisch, am 1. April 1969 zu Lanz
- Moor, am 22. Juli 1965 zu Eldenburg
- Mödlich, am 1. September 1973 zu Wootz
- Nausdorf, am 1. April 1971 zu Lenzen
- Neese, am 15. Januar 1969 zu Prislich
- Neu Lüblow, am 1. Januar 1968 zu Lüblow
- Neuhof, am 1. November 1968 zu Brenz
- Niendorf, am 1. April 1969 zu Ludwigslust
- Rambow bei Boberow, am 20. Oktober 1971 zu Mellen
- Seedorf, am 1. Oktober 1972 zu Eldenburg
- Semmerin, am 1. April 1973 zu Milow
- Techentin, am 1. Oktober 1972 zu Ludwigslust
- Unbesandten, am 1. Juli 1961 zu Besandten
- Wustrow, am 1. Oktober 1972 zu Lanz
- Zuggelrade, am 1. Januar 1965 zu Steesow

## Kfz-Kennzeichen
Den Kraftfahrzeugen (mit Ausnahme der Motorräder) und Anhängern wurden von etwa 1974 bis Ende 1990 dreibuchstabige Unterscheidungszeichen, die mit den Buchstabenpaaren BG und BH begannen, zugewiesen. Die letzte für Motorräder genutzte Kennzeichenserie war BS 51-66 bis BS 78-35.
Anfang 1991 erhielt der Landkreis das Unterscheidungszeichen LWL.